# Merouane Guerouabi
Merouane Guerouabi né le 11 janvier 1989 à Alger, souvent connu sous le nom Bibich est un vidéaste Web, humoriste et acteur algérien,. Il est le fils du chanteur  Chaabi El Hachemi Guerouabi.

## Vie personnelle
Merouane Guerouabi est né le 11 janvier 1989 à Alger, en Algérie. Son père El Hachemi Guerouabi,, était un chanteur et compositeur algérien de Chaâbi et l'un des grands maîtres de la musique chaâbi d'Algérie. Avant d'agir, il était footballeur.

## Carrière
Après de nombreux castings infructueux, Guerouabi décide d'écrire un premier sketch qui sera diffusé sur Internet en 2013 sous le pseudonyme MGDZ.
En 2017, il apparaît dans l'émission télévisée Huitième Jour (J8 (émission de télévision)|J8).

## Télévision
- 2013 : Mc Didine
- 2013 : Nour El Fadjr
- 2014-2019 : Bibiche et Bibicha : Bibich
- 2016 : Bouzid Days : Merouane (épisode 14)
- 2018 : Antar Weld Cheddad : Antar
- 2021 : Sultan Achour 10 : El Hachmi (saison 3)
- 2023-2024 : Dar Lefchouch : Lahlou fchouch (saisons 1 et 2)
- 2025 : Les condés

## Animateur de télévision
- 2012 : Présentateur à radio Jil FM
- 2013 : Le grand sbitar
- 2018 : Fi Darna